# باشگاه فوتبال چانتابولی
باشگاه فوتبال چانتابولی که با نام چانتابولی نیز شناخته می‌شود و پیش از این به دلایل حمایت مالی با نام باشگاه فوتبال لائو تویوتا شناخته می‌شد، یک باشگاه فوتبال حرفه‌ای مستقر در وینتیان، لائوس است که در حال حاضر در لیگ ۲ لائوس رقابت می‌کند. این باشگاه ۵ عنوان قهرمانی لیگ و ۱ قهرمانی جام حذفی لائوس را کسب کرده است.